# Mées (Landes)
Mées è un comune francese di 1 786 abitanti situato nel dipartimento delle Landes nella regione della Nuova Aquitania.

## Società

### Evoluzione demografica
Abitanti censiti